# Lunenburg (Virginia)
Lunenburg statisztikai település az USA Virginia államában, Lunenburg megye székhelye. Lakosainak száma 142 fő (2020. április 1.).

## Népesség
A település népességének változása:

| 2010 | 165 |
| 2020 | 142 |